# 千早赤阪村立赤阪小学校
千早赤阪村立赤阪小学校（ちはやあかさかそんりつ あかさかしょうがっこう）は、大阪府南河内郡千早赤阪村にある公立小学校。
ここではかつて存在していた千早赤阪村立多聞小学校についても述べる。

## 沿革
明治時代に当時の赤阪村（現・千早赤阪村）に設置された河陽尋常高等小学校が、学校のルーツとなっている。同じく河陽尋常高等小学校にルーツを持つ小学校として、現在の河南町立中村小学校がある。
1929年に大阪市堀川尋常小学校（現在の大阪市立堀川小学校）から移築された講堂は、1970年まで同校で使用された。講堂はその後、歴史的建造物として愛知県の博物館明治村に移築保存されている。
年表
- 1886年4月9日 - 森屋・水分・中村・寛弘寺の各小学校を統合し、学校組合立河陽尋常高等小学校を設置。
- 1899年4月1日 - 南河内郡赤阪尋常高等小学校として独立開校。
- 1930年6月1日 - 校舎を新築。この日を創立記念日とする。
- 1941年4月1日 - 国民学校令により、南河内郡赤阪国民学校に改称。
- 1947年4月1日 - 学制改革により、赤阪村立小学校に改称。
- 1956年9月1日 - 村の合併により、千早赤阪村立赤阪小学校に改称。
- 2007年4月1日 - 千早赤阪村立多聞小学校を統合。

### 旧・多聞小学校
明治時代初期に当時の千早村にあった千早尋常小学校の分教場として創立。その後周辺校との統合や分離を経て、明治時代中期に多聞尋常小学校となった。
2007年3月に赤阪小学校に統合する形で閉校した。最終所在地は南河内郡千早赤阪村大字千早1040。
跡地は2009年に学校法人大阪国学院が購入し、同学校法人が運営する浪速中学校・高等学校の学習合宿施設「多聞尚学館」へと改修された。
年表
- 1874年11月25日 - 千早尋常小学校分教場として創立。
- 1901年1月 - 南河内郡多聞尋常小学校となる。
- 1941年4月1日 - 国民学校令により、南河内郡多聞国民学校に改称。
- 1947年4月1日 - 学制改革により、千早村立多聞小学校に改称。
- 1956年9月1日 - 村の合併により、千早赤阪村立多聞小学校に改称。
- 2007年3月31日 - 閉校。

## 通学区域
- 水分、桐山、森屋、川野辺、二河原辺[1]、千早
  - 卒業生は千早赤阪村立中学校に進学する。

## 交通
- 4市町村コミバス千早線・東條線 森屋バス停。
- 近鉄長野線 富田林駅 南東へ約5.3km。